# パスワード (コンピュータゲーム)
コンピュータゲームにおけるパスワードとは、ゲームを途中で中断する際にゲームプログラムによって発行され、ゲームを再開するときに入力する文字列などのことである。日常でセキュリティの目的で使用される「パスワード」とは用途が異なる。

## 目的
現在のゲームプレイ状況を数文字から数十文字の文字列で表すことで、ゲーム再開時にそれを入力することで同じ状態から再開することができる。かつて、1日のプレイだけでクリアすることが困難なゲームにおいて、ゲームの進行状況を保存（セーブ）するための手段としてパスワードが使用されることが多かった。特に、ロールプレイングゲームやアドベンチャーゲームなどで多く使用されたが、ステージの多いアクションゲームパズルゲームなどでも使用されることがあった。
しかし、記録データの肥大化、保存作業が容易なバッテリーバックアップ方式やメモリーカード方式の台頭によりゲームの状態保存の方法としては使われなくなっている。

## パスワード誕生の歴史的背景
パスワードを最初に採用したのは1985年4月に発売されたファミリーコンピュータ版『チャンピオンシップロードランナー』（ハドソン）である。同作では文字ではなく4種類のキャラクターアイコンを8つ並べてステージ進行状況を保存する方式であり、名称は「シークレット・コード」と呼ばれていた。アイコンによる類似の入力方式は1986年の『バベルの塔』（ナムコ）などでも使われている。
パスワードという名称を最初に使用したのは、同年8月に発売されたアクションロールプレイングゲーム『ハイドライド』（T&E SOFT）MSX版のROMカセットからである。
当初、同年3月にカセットテープ（データレコーダ）用でMSX版の『ハイドライド』を発売していた。二次記憶装置から起動するソフトを動かすにはプログラム自体を読み込むことが出来るメインメモリが必要だが、MSXのメインメモリは最も少ない機種で8KB、低価格帯の機種では16KBしかなく、当時の他の機種のような容量を必要するものは直接メモリ空間にマッピングできるROMカートリッジなどの媒体で供給する必要があった。
しかし、ROMカートリッジを使うユーザーは必ずしもデータレコーダを持っているとは限らず、電源を落とした場合にもゲームを継続できる必要があり、「二次記憶装置などの記録を使わない不揮発な記録方法」の必要性から、状態を文字列に置き換えた形での記録方法が生まれた。
『ハイドライド』のパスワードは、0-9までの数字とA-Zまでのアルファベットと "." と "," のみを使い、最大11文字で現在のレベル・現在の体力の状態・現在までに集めたアイテム・現在の位置情報など収めていた。
これらの手法は、翌年にはエニックス（当時）のファミリーコンピュータ（ファミコン）用ソフト『ドラゴンクエスト』でも使われている。同作より前に発売されていたエニックスのファミコンソフト『ポートピア連続殺人事件』では、記録方法自体が用意されなかったが、『ドラゴンクエスト』では電源を入れた直後から「復活の呪文」という形でゲームの再開が可能となった。また同年のアーケードゲーム『イシターの復活』（ナムコ）にも採用され、キャラクターの成長度を記号化したパスワードと、ステージの進捗を記録したパスワードに分割する手法で導入された。
前述のような記憶媒体が用意できず、何らかの状態を設定する必要があるゲームにおいてその後、多くのゲームがパスワードを採用したが、その内容の増加によって50文字を越える記録、入力を要求されるケースや、ロジックのバグによって特定の状態では正しいデータが生成されないものや、表示されるフォントが類似し、表示品質の高いとは言えないテレビ画面では視認性が低くミスが起きやすいものなども生まれた。

## パスワードの使い方
プレイヤーは中断時に、ゲーム画面に表示されるパスワードをメモ帳などに書きとめておく。そして次回のゲーム開始時に、書き留めておいたパスワードを正確にゲーム画面に入力すれば、前回中断したときと同じ状態で、あるいは同じ場所から再開することができる。
多くの場合、パスワードには整合性チェックの仕組みがあり入力したパスワードが1箇所でも間違っているとエラーとなり、ゲームを再開することができない。入力ミス、書き間違いなどによってエラーが発生した場合は、有効な最後の状態から再開する事を余儀なくされる。
一部のゲーム公式ガイドブックでは、予備のパスワードでプレイできるように、パスワードを2回表示させてメモすることを推奨している。画面をビデオに録画したり、画面写真を撮影したりするなどによって人為的ミスを回避する試みもあった。

## パスワードの仕組み
生成されるパスワードは、パスワード発行時のプレイヤーキャラクターの状態や場所、所持しているアイテムなどのデータを、ゲームプログラム内で独自に定められた法則で暗号化（エンコード）し、文字列などにしたものである。そしてゲーム再開時にパスワードが入力されると、そのパスワードがプログラムによって再びゲーム内のデータに変換（デコード）される仕組みとなっている。このときに、プログラムがパスワードを正常にデコードできない場合は、入力したパスワードが誤っているということになり、エラーメッセージを画面に表示させ、プレイヤーに再入力を促す。
なお、チェックを通ればゲームを開始出来るため、でたらめな入力、チェック箇所の逆算などによって通常では起きない状態から開始することも可能になる。また、開発者が特定の配列の文字列でゲーム開始とは別処理になったり、特殊な状態（能力値最大、強力アイテム所持など）でプレイしたり、特別な画面が表示されたりするようなものも存在することがある。これらは同じ文字を連続させたもの、あるいは文章として読むことの可能なものであることが多い。このようなパスワードはゲーム雑誌に裏技として紹介されることもあった。デコードの基準となる文字列にメッセージが含まれるケースなども存在している。

## 多種多様なパスワード
パスワードの文字列の長さ、使用できる文字の種類などもゲームによって異なる。また、常に一定の長さではなく、中断時の状態によってパスワードの長さが異なるゲームもある。
パスワードはゲームによって独特の呼称が付けられていることがある。例えばドラゴンクエストシリーズでは「復活の呪文」という呼称が付けられていて、王様や村の古老に教えてもらうという設定になっている。
中には、『悪魔城伝説』のように、文字の代わりに記号を入力する方式になっているものもある。ロックマンシリーズでは格子状の座標の上に玉を置く形式のものが採用されていた。

## ゲーム継続以外の目的を持つパスワード
以前は通信機能、メモリーカード等の外部記録媒体の使用が難しかったため、ソフトにバッテリーバックアップ機能が内蔵されているものであっても、ユーザー間でデータのやりとりをするためにパスワードが使用されることがあった。現在でも、アナログ環境（雑誌等）での配布が可能、ハードの差違を問わない等の利点を活かして（通信や外部記録媒体と併用されつつも）使用されることがある。
最初にゲーム継続以外の目的でパスワードを使用したのは、T&E SOFTが1986年から1988年にかけて発売した『DAIVA（ディーヴァ）』シリーズである。『DAIVA（ディーヴァ）』では、7つの異なるストーリーが6つのパーソナルコンピュータとファミリーコンピュータで発売され、各々のストーリーが相互に関連性を持つため、例えば、1つの機種をクリアした時に手に入るパスワードを他の機種へ入力すると今まで使っていた艦隊を援軍として送り込むことが出来る。
似たケースとして『実況パワフルプロ野球』『ダービースタリオン』シリーズなどでは、育てた選手や馬のパスワードを表示・登録できる。異なる機種（携帯機と据え置き機など）へのデータ移行や、お互いの育てたキャラで対戦をする時に使用される。ゲーム雑誌で関係者や読者のデータが公開されたり、ユーザー自身がインターネット等で公開するケースも多い。
また、スコアやタイムアタック等の全国ランキングが行われる場合、パスワードを介して記録が集計されることもある。もちろん実際には出ていない数値で不正に応募することを防ぐためである（→ウソスコア）。
さらに異なるケースとして『風来のシレン（GB2以降）』『ポケモン不思議のダンジョン』では、ゲームオーバー時に「救助パスワード」が表示される。これを他のプレイヤーが入力すれば「救助」に向かうことが出来、成功すれば「復活パスワード」が表示され、救助パスワードを出力したプレイデータにそれを入力することでゲームオーバーが無効になるというシステムとなっている。パスワードという性質を活かし、ゲーム自体とは無関係なインターネット掲示板やメールを利用してこのシステムを活用できる。
以上のパスワードはいずれもプレイヤーのもたらした結果を文字列に置き換えたものであるが、ゲームの制作者側で予め設定され、特定の状況下で入力すべき文字列もパスワードと呼ぶ。この場合は本来のセキュリティ目的のパスワードに近い。ゲーム中特定の場所で入力すると貴重なアイテムやキャラが得られたり、隠された要素が現れる（アンロックされる）例があり、用途としては隠しコマンドに近いと言える。これらは雑誌や周辺商品と連動して展開されるゲームやアーケードゲームによく見られる。例えば『スーパーボンバーマン5』では、ゲーム進行に応じて隠し要素をアンロックできるパスワードが表示されるようになっている。その他にも『遊☆戯☆王デュエルモンスターズ』シリーズでは、実際に発売されているカードに書かれている数字をパスワードとして入力すると、ゲーム内でそのカードを入手できる。
また、『流星のロックマン2』のタッチコマンドシステムはカードをニンテンドーDSのタッチパネルに重ねカードに表示された穴を順番にタッチすることで、周辺機器を使わずに外部からのデータを取り込むことができる。カード無しでもタッチパネルの特定の位置を順番にタッチすることで外部からのデータを取り込むことも可能。

## パスワード解析
チート行為の一種として、コンピュータゲームにおけるパスワードはしばしばマニアの間で解析の対象となる。基本的には個人の楽しみの範疇であるが、上述のようなキャラのデータを別プレイヤー間でやりとりできるゲームにおいては、解析によって作成されたパスワードおよびその生成手段が広まることで、一般ユーザーのゲームプレイを混乱させる恐れがある。